# 2000年のNBAドラフト
2000年のNBAドラフトは、2000年度のNBAドラフト。2000年6月28日、アメリカ合衆国・ミネソタ州ミネアポリスのターゲット・センターで開催された。
オールNBAチーム入りをしたことのある選手がマイケル・レッドのみであり、史上最悪の不作ドラフトと評されることもある。

## ドラフト指名
| PG | ポイントガード | SG | シューティングガード | SF | スモールフォワード | PF | パワーフォワード | C | センター |

| * | バスケットボール殿堂入り      |
| ^ | 現役プレーヤー                |
| S | NBAオールスター               |
| A | オールNBAチーム               |
| R | NBAオールルーキーチーム       |
| D | NBAオールディフェンシブチーム |
| C | NBAチャンピオン               |
| F | ファイナルMVP                 |
| # | NBAでのプレー経験なし         |
| M | シーズンMVP                   |

### 1巡目
| 指名順 | 選手名                               | 経歴 | 国籍           | 指名チーム | 出身校など                                                  |
| ------ | ------------------------------------ | ---- | -------------- | --- | ----------------------------------------------------------- |
| 1      | ケニオン・マーティン (PF)            | S R  | アメリカ合衆国 | ニュージャージー・ネッツ | シンシナティ大学                                            |
| 2      | ストロマイル・スウィフト (PF/C)      |      | アメリカ合衆国 | バンクーバー・グリズリーズ | LSU                                                         |
| 3      | ダリアス・マイルズ (SF/SG)           | R    | アメリカ合衆国 | ロサンゼルス・クリッパーズ | East St. Louis HS (イリノイ州イースト・セントルイス)        |
| 4      | マーカス・ファイザー (PF)            | R    | アメリカ合衆国 | シカゴ・ブルズ | アイオワ州立大学                                            |
| 5      | マイク・ミラー (SF/SG)               | R C  | アメリカ合衆国 | オーランド・マジック | フロリダ大学                                                |
| 6      | ダーマー・ジョンソン (SG/SF)         | R    | アメリカ合衆国 | アトランタ・ホークス | シンシナティ大学                                            |
| 7      | クリス・ミーム (C/PF)                | R    | アメリカ合衆国 | シカゴ・ブルズ (ジャマール・クロフォード 及び金銭と交換でキャブスにトレード)                                                                               | テキサス大学                                                |
| 8      | ジャマール・クロフォード (SG)        |      | アメリカ合衆国 | クリーブランド・キャバリアーズ (金銭と共に、クリス・ミームと交換で ブルズにトレード)                                                                       | ミシガン大学                                                |
| 9      | ジョエル・プリジビラ (C)             |      | アメリカ合衆国 | ヒューストン・ロケッツ (ジェイソン・コリアー 及び将来のドラフト1巡目指名権と交換でバックスにトレード)                                                      | ミネソタ大学                                                |
| 10     | キーオン・ドゥーリング (SG)          |      | アメリカ合衆国 | オーランド・マジック (ナゲッツの指名権。将来のドラフト1巡目指名権と交換でコーリー・マゲッティ, デレック・ストロング及び金銭と交換でクリッパーズにトレード) | ミズーリ大学                                                |
| 11     | ジェローム・モイソ (PF)              |      | フランス       | ボストン・セルティックス | UCLA                                                        |
| 12     | イータン・トーマス (PF/C)            |      | アメリカ合衆国 | ダラス・マーベリックス | シラキュース大学                                            |
| 13     | コートニー・アレクサンダー (SG)      | R    | アメリカ合衆国 | オーランド・マジック (将来のドラフト1巡目指名権及び金銭と交換でマーベリックスにトレード)                                                                   | カリフォルニア州立大学フレズノ校                            |
| 14     | マティーン・クリーブス (PG)          |      | アメリカ合衆国 | デトロイト・ピストンズ | ミシガン州立大学                                            |
| 15     | ジェイソン・コリアー (C)             |      | アメリカ合衆国 | ミルウォーキー・バックス (ジョエル・プリジビラと交換で、将来のドラフト1巡目指名権と共にロケッツにトレード)                                                 | ジョージア工科大学                                          |
| 16     | ヒド・ターコルー (SF)                | R    | トルコ         | サクラメント・キングス | エフェス・ピルゼン S.K. (トルコ)                            |
| 17     | デズモンド・メイソン (SF/SG)         | R    | アメリカ合衆国 | シアトル・スーパーソニックス | オクラホマ州立大学                                          |
| 18     | クエンティン・リチャードソン (SF/SG) |      | アメリカ合衆国 | ロサンゼルス・クリッパーズ (ラプターズからホークスとシクサーズとニックスを経由して)                                                                        | デポール大学                                                |
| 19     | ジャマール・マグロア (C)             | S    | カナダ         | シャーロット・ホーネッツ | ケンタッキー大学                                            |
| 20     | スピーディ・クラクストン (PG)        | R C  | アメリカ合衆国 | フィラデルフィア・セブンティシクサーズ | ホフストラ大学                                              |
| 21     | モリス・ピーターソン (SF/SG)         |      | アメリカ合衆国 | トロント・ラプターズ (元はウルブズの指名権) | ミシガン州立大学                                            |
| 22     | ドネル・ハーヴェイ (SF)              |      | アメリカ合衆国 | ニューヨーク・ニックス ( エリック・ストリックランド及びピート・ミカエルとの交換でジョン・ウォーレスと共にマーベリックスにトレード)                         | フロリダ大学                                                |
| 23     | デショーン・スティーブンソン (SG)    | C    | アメリカ合衆国 | ユタ・ジャズ (元はヒートの指名権) | ワシントン・ユニオンハイスクール (カリフォルニア州フレズノ) |
| 24     | ダリボル・バガリッチ (C)             |      | クロアチア     | シカゴ・ブルズ (元はスパーズの指名権) | ベンストン・ザグレブ (クロアチア)                           |
| 25     | ジェイク・サカリディス (C)           |      | ギリシャ       | フェニックス・サンズ | AEKアテネBC (ギリシャ)                                      |
| 26     | ママドゥ・ヌジャイ (C)               |      | セネガル       | デンバー・ナゲッツ (元はジャズの指名権) | オーバーン大学                                              |
| 27     | プリモス・ブレゼッチ (C)             |      | スロベニア     | インディアナ・ペイサーズ | ユニオン・オリンピア (スロベニア)                           |
| 28     | エリック・バークリー (PG)            |      | アメリカ合衆国 | ポートランド・トレイルブレイザーズ | セントジョンズ大学                                          |
| 29     | マーク・マドセン (PF)                | C    | アメリカ合衆国 | ロサンゼルス・レイカーズ | スタンフォード大学                                          |

### 2巡目
| 指名順 | 選手名                        | 経歴 | 国籍           | 指名チーム | 出身校など                                  |
| ------ | ----------------------------- | ---- | -------------- | --- | ------------------------------------------- |
| 30     | マルコ・ヤリッチ (PG)         |      | ユーゴスラビア | ロサンゼルス・クリッパーズ | フォルティトゥード・ボローニャ (イタリア)   |
| 31     | ダン・ランギ (PF)             |      | アメリカ合衆国 | ダラス・マーベリックス (ブルズの指名権。エドアルド・ナヘラ及び将来のドラフト2巡目指名権と交換でロケッツにトレード)                            | ヴァンタービルト大学                        |
| 32     | A・J・ガイトン (PG)           |      | アメリカ合衆国 | シカゴ・ブルズ (元はウォリアーズの指名権) | インディアナ大学                            |
| 33     | ジェイク・ヴォスクール (C)    |      | アメリカ合衆国 | シカゴ・ブルズ (グリズリーズからロケッツを経由して)                                                                                           | コネチカット大学                            |
| 34     | カリッド・エル＝アミン (PG)   |      | アメリカ合衆国 | シカゴ・ブルズ (元はアトランタ・ホークスの指名権)                                                                                             | コネチカット大学                            |
| 35     | マイク・スミス (F)            |      | アメリカ合衆国 | ワシントン・ウィザーズ | ルイジアナ大学モンロー校                    |
| 36     | スマイラ・サマキ (C)          |      | マリ           | ニュージャージー・ネッツ | シンシナティ・スタッフ (IBL)                |
| 37     | エディー・ハウス (SG)         | C    | アメリカ合衆国 | マイアミ・ヒート (キャブスからナゲッツを経由し)                                                                                               | アリゾナ州立大学                            |
| 38     | エドアルド・ナヘラ (SF)       |      | メキシコ       | ヒューストン・ロケッツ (ダン・ランギと交換で、将来のドラフト2巡目指名権と交換でマーベリックスにトレード)                                      | オクラホマ大学                              |
| 39     | レイヴァー・ポステル (SG)     |      | アメリカ合衆国 | ニューヨーク・ニックス (元はボストン・セルティックスの指名権)                                                                                 | セントジョンズ大学                          |
| 40     | ハンノ・モットーラ (SF/PF)    |      | フィンランド   | アトランタ・ホークス (元ナゲッツの指名権) | ユタ大学                                    |
| 41     | クリス・キャラウェル (SG)     |      | アメリカ合衆国 | サンアントニオ・スパーズ (元はマジックの指名権)                                                                                               | デューク大学                                |
| 42     | オルミデ・オイデジ (PF)       |      | ナイジェリア   | シアトル・スーパーソニックス | ヴュルツブルク (ドイツ)                     |
| 43     | マイケル・レッド (SG)         | S A  | アメリカ合衆国 | ミルウォーキー・バックス | オハイオ州立大学                            |
| 44     | ブライアン・カーディナル (PF) | C    | アメリカ合衆国 | デトロイト・ピストンズ | パデュー大学                                |
| 45     | ジャバリ・スミス (C)          |      | アメリカ合衆国 | サクラメント・キングス | LSU                                         |
| 46     | デアンドレ・ヒュレット (G)    |      | アメリカ合衆国 | トロント・ラプターズ | College of the Sequoias                     |
| 47     | ヨシップ・セサル (G)          |      | クロアチア     | シアトル・スーパーソニックス (2つの将来のドラフト2巡目指名権と交換でセルティックスにトレード)                                                 | シボナ・ザグレブ (クロアチア)               |
| 48     | マーク・キャラハー (PG)       |      | アメリカ合衆国 | フィラデルフィア・セブンティシクサーズ | テンプル大学                                |
| 49     | ジェイソン・ハート (PG)       |      | アメリカ合衆国 | ミルウォーキー・バックス (元はシャーロット・ホーネッツの指名権)                                                                               | シラキュース大学                            |
| 50     | カニエル・ディケンズ (F)      |      | アメリカ合衆国 | ユタ・ジャズ (元はニックスの指名権) | アイダホ大学                                |
| 51     | イゴール・ラコセビッチ (G)    |      | ユーゴスラビア | ミネソタ・ティンバーウルブズ | レッドスター・ベオグラード (ユーゴスラビア) |
| 52     | アーネスト・ブラウン (C)      |      | アメリカ合衆国 | マイアミ・ヒート | インディアンヒルズ CC                       |
| 53     | ダン・マクリントック (C)      |      | アメリカ合衆国 | デンバー・ナゲッツ (元はフェニックス・サンズの指名権)                                                                                         | ノーザンアリゾナ大学                        |
| 54     | コーリー・ハイタワー (G)      |      | アメリカ合衆国 | サンアントニオ・スパーズ (将来のドラフト2巡目指名権2つと引き換えにレイカーズにトレード)                                                       | インディアンヒルズ CC                       |
| 55     | クリス・ポーター (F)          |      | アメリカ合衆国 | ゴールデンステート・ウォリアーズ (元はジャズの指名権)                                                                                         | オーバーン大学                              |
| 56     | ジャッキー・ウォールズ (G)    |      | アメリカ合衆国 | インディアナ・ペイサーズ | コロラド大学                                |
| 57     | スクーニー・ペン (G)          |      | アメリカ合衆国 | アトランタ・ホークス | オハイオ州立大学                            |
| 58     | ピート・ミッケル (F)          |      | アメリカ合衆国 | ダラス・マーベリックス (レイカーズの指名権、ジョン・ウォーレス、ドネル・ハーヴェイと交換でエリック・ストリックランドと共にニックスにトレード) | シンシナティ大学                            |

## ドラフト外入団の主な選手
- マリック・アレン (PF), ヴィラノヴァ大学
- エディー・ギル (SG), ウィーバー州立大学
- アイミ・ウドカ (SG), ポートランド州立大学